# 浮萍
浮萍（学名：Lemna minorPoWO），别称青萍、水薸 ，是天南星科青萍屬水生植物。广布于世界各地，池塘、湖泊内常见。
其种加词“minor”意为“较小的”。

## 形态
多年生漂浮性水生植物，植物体为倒卵形或长椭圆形叶状，成片浮于水面，两面浅绿色，直径约1～3cm，下面有根一条；叶状枝自植物体下部生出，对生；夏季开白色花，着生在叶状体的侧面。

## 繁殖
栽培容易，生长极快，需要加以控制。适温10～35℃，pH5.5～7.5,以无性分裂方式繁殖。

## 中医用途
以带根全草入药，性寒，味辛，功能发汗透疹、清热利水，主治表邪发热、麻疹、水肿等症。

## 註解
1. ↑  「水薸」，拼音：，注音：，臺羅：，音同「瓢」[3] [4]

## 延伸阅读
[在维基数据编辑]
 《欽定古今圖書集成·博物彙編·草木典·萍部》，出自陈梦雷《古今圖書集成》

## 外部連結
- 浮萍Fuping （页面存档备份，存于）藥用植物圖像數據庫（香港浸會大學中醫藥學院）（繁體中文）（英文）
- 浮萍 Fu Ping （页面存档备份，存于） 中藥標本數據庫 (香港浸會大學中醫藥學院) （繁體中文）（英文）